# Skeleton-Anschubweltmeisterschaft 2003
Die Skeleton-Anschubweltmeisterschaft 2003 am 12. Juli wurde im niederländischen Groningen ausgetragen. Es war die zweite Weltmeisterschaft dieser Art und gleichzeitig die am besten besetzte und am besten besuchte. Jury-Präsident war Manfred Schulte, Renndirektor Gelbrig Postma.

## Männer
| Platz | Sportler                |
| ----- | ----------------------- |
| 1     | Alexander Archipenko    |
| 2     | Florian Grassl          |
| 3     | Nigel Millar            |
| 4     | Konstantin Aladaschwili |
| 5     | Martin Rettl            |
| 6     | Alexander Mutowin       |
| 7     | David Connolly          |
| 8     | Peter van Wees          |
| 9     | Felix Poletti           |
| 10    | Erik Geerts             |

Datum: 12. Juli 2003. Am Start waren insgesamt zehn Teilnehmer.

## Frauen
| Platz | Sportler            |
| ----- | ------------------- |
| 1     | Jekaterina Mironowa |
| 2     | Charnia Weightman   |
| 3     | Kerstin Jürgens     |
| 4     | Amy Williams        |
| 5     | Shelley Rudman      |
| 6     | Amanda Bird         |
| 7     | Desiree Bjerke      |
| 8     | Téa Karvinen        |

Datum: 12. Juli 2003. Am Start waren insgesamt acht Teilnehmer.